# Homo erectus soloensis
Homo erectus soloensis (tiếng Anh Solo Man) là một phân loài của H. erectus sinh sống dọc theo Sông Solo ở Java, Indonesia, khoảng 117.000 đến 108.000 năm trước trong thế Pleistocen muộn. Quần thể này là loài cuối cùng được biết đến. Phân loài này được biết đến từ 14 nắp hộp sọ, hai xương chày, và một mảnh của xương chậu:217 được khai quật gần làng Ngandong,:23–26 và có thể là ba hộp sọ từ Sambungmacan và một hộp sọ từ Ngawi tùy thuộc vào phân loại. Địa điểm Ngandong lần đầu tiên được khai quật từ năm 1931 đến năm 1933 dưới sự chỉ huy của Willem Frederik Florus Oppenoorth, Carel ter Haar, và Gustav Heinrich Ralph von Koenigswald.:2–3, nhưng nghiên cứu sâu hơn đã bị lùi lại bởi đại suy thoái, thế chiến II và chiến tranh độc lập Indonesia. Theo khái niệm chủng tộc lịch sử, H. erectus của Indonesia ban đầu được phân loại là tổ tiên trực tiếp của thổ dân Úc, nhưng Solo Man hiện được cho là không còn hậu duệ vì những di tích còn lại có từ rất xa trước khi con người hiện đại nhập cư vào khu vực này, bắt đầu cách đây khoảng 55 đến 50 nghìn năm.
Hộp sọ Solo Man có hình bầu dục khi nhìn từ trên xuống, với lông mày rậm, xương gò má phồng và một thanh xương nổi bật bao sau gáy. Thể tích não khá lớn, nằm trong khoảng từ 1.013 đến 1.251 cm3,:136 so với mức trung bình là 1.270 cm3 đối với nam giới hiện đại ngày nay và 1.130 cm3 của nữ giới ngày nay. Một mẫu vật có thể là cá thể cái có thể cao 158 cm và cân nặng 51 kg; cá thể đực có lẽ lớn hơn nhiều so với cá thể cái. Solo Man về nhiều mặt tương tự như Java Man (Homo erectus erectus) đã sinh sống trước đó ở Java, nhưng ít cổ xưa hơn nhiều.
Solo Man có khả năng sinh sống trong một môi trường rừng mở mát mẻ hơn nhiều so với Java ngày nay, cùng với voi, hổ, gia súc hoang dã, trâu nước, heo vòi, hà mã, v.v. Họ đã chế tác các mảnh và dao cắt đơn giản (dụng cụ đá cầm tay), và có thể là giáo hoặc lao từ xương, dao găm từ cá đuối gai độc, cũng như bolas hoặc đá búa từ andesite. Chúng có thể có nguồn gốc từ hoặc ít nhất là có liên quan chặt chẽ với Java Man. Các mẫu vật Ngandong có thể đã chết trong một vụ phun trào núi lửa. Phân loài này có lẽ đã tuyệt chủng khi chiếm lấy rừng mưa nhiệt đới và mất môi trường sống ưa thích, bắt đầu từ 125.000 năm trước. Hộp sọ tiếp tục bị hư hại, nhưng nguyên nhân chưa rõ ràng.